# Pentarrhaphis polymorpha
Pentarrhaphis polymorpha är en gräsart som först beskrevs av Eugène Pierre Nicolas Fournier, och fick sitt nu gällande namn av David Griffiths. Pentarrhaphis polymorpha ingår i släktet Pentarrhaphis och familjen gräs. Inga underarter finns listade i Catalogue of Life.